# Чуваський національний конгрес
Чуваський національний конгрес (ЧНК; чув. Чăваш наци конгресĕ) — російська міжрегіональна громадська організація, що об'єднує національно-культурні автономії, об'єднання і асоціації, існуючі в місцях компактного проживання чувашів, регіонів Російської Федерації і зарубіжних країн, громадські об'єднання, трудові колективи державних та приватних підприємств, наукових установ, а також фізичні особи Чуваської Республіки.
Штаб-квартира організації знаходиться в столиці Чуваської Республіки — в місті Чебоксари.

## Голова
- Атнер Хузангай (з жовтня 1992 р. — по жовтень 1997 р.)
- Геннадій Архіпов (з жовтня 1997 р. - по жовтень 2013 р.)
- Микола Угаслов (з жовтня 2013 р. — жовтень 2021 р.)
- Валерій Клементьев (з жовтня 2021 р. -)

## Історія
У 1988 році вчені ЧНІЇ ЯЛІЕ і ЧДУ виступили з ініціативою створення суспільства І. Я. Яковлєва. Були складені програма і статут суспільства як народного суспільно-політичного руху. У програмі проголошувалися такі цілі:
- моральне і національне відродження суспільства,
- об'єднання національно-культурних устремлінь всіх чувашів незалежно від місця їх проживання,
- суверенність Чуваської АРСР у сфері економіки, політики та культури,
- збереження і розвиток народних традицій,
- надання чуваш. мови статусу державної,
- вивчення та популяризація спадщини І. Я. Яковлєва та ін.

У республіці широко пройшла дискусія, 30 листопада 1988 відбулися збори з обговоренням програмних цілей і завдань Суспільства І. Я. Яковлєва.
Однак Чуваський обкому КПРС чинив опір. Установчий з'їзд був заборонений.
В якості альтернативи в грудні 1989 року провели установчий з'їзд Чуваського суспільно-культурного центру (ЧОКЦ). Головою став народний письменник Чувашії М. М. Юхма. У лютому-березні того ж року Радмін ЧАССР затвердив статут і платформу ЧОКЦ.
У березні 1991 відбувся установчий з'їзд партії Чуваського національного відродження (чув. Чăваш аталану партийĕ, ЧАП), в програмі оной стояло завдання досягнення економічного і політичного суверенітету Чувашії.
ЧНК утворений на першому з'їзді (8-9 жовтня 1992 року) в Чебоксарах, проведеному за рішенням Верховної Ради Чуваської Республіки і Народного Хуралу, Партії чуваської відродження. На з'їзді були прийняті документи, що визначають правовий статус ЧНК і його ідеологію, обрані Велика рада і президент.

## Дивись також
- Чуваський національний рух

## Примітка
1. ↑  Хузангай А. П. Чувашский национальный конгресс. Электронная Чувашская энциклопедия. Архів оригіналу за 30 травня 2020. {{cite web}}: Cite має пустий невідомий параметр: |description= (довідка)